# Percina roanoka
Percina roanoka är en fiskart som först beskrevs av David Starr Jordan och Oliver P. Jenkins, 1889.  Percina roanoka ingår i släktet Percina och familjen abborrfiskar. Inga underarter finns listade i Catalogue of Life.